# Oaphantes
Oaphantes pallidulus es una especie de araña araneomorfa de la familia Linyphiidae. Es el único miembro del género monotípico Oaphantes.

## Distribución
Se encuentra en Estados Unidos en California.  